# Liudgerkerk (Hesel)
De lutherse Liudgerkerk (Duits: Ludgerikirche) in Hesel in het Oost-Friese Landkreis Leer werd in 1742 als een barokke zaalkerk gebouwd

## Geschiedenis
Over oudere kerkgebouwen in Hesel is weinig tot niets bekend. Vermoed wordt dat de voorganger een 13e-eeuwse zaalkerk betrof. Na de reformatie nam de kerkelijke gemeente aanvankelijk de gereformeerde leer aan, die na 1585 werd ingewisseld voor de lutherse leer.
Het onderste deel van de huidige kerk werd op de fundamenten van de voorganger gebouwd. Het kerkschip werd daarbij 1,5 meter verkort, verbreed en ongeveer 1,5 meter verhoogd. Tot de vensterbanken werden de kloostermoppen van de oude kerk hergebruikt en vervolgens werd de nieuwe kerk met kleinere bakstenen afgebouwd. Naast de nieuwe stenen moest er veel hout worden aangekocht, dat in die jaren in Oost-Friesland schaars en duur materiaal was. Verschillende gemeenteleden reisden daarom door Oost-Friesland en het naburige Nederland om geld voor dat doel in te zamelen.
Tot in het begin van de 20e eeuw stond ten zuidwesten van de kerk een vrijstaande klokkenstoel van het parallelmuurtype. Hij werd in 1909 afgebroken en in plaats daarvan werd de huidige neoromaanse toren voor de westelijke gevel van de kerk geplaatst. De met een zwaan als windvaan bekroonde spits reikt tot meer dan 40 meter hoog.

## Inrichting
Het interieur wordt naar boven door een houten tongewelf afgesloten. Voor de oostelijke muur bevindt zich de orgelgalerij, die samen met het altaar een eenheid vormt. Het altaar met rijk houtsnijwerk werd in 1622 verworven en stamt net als de kansel uit de voorgangerkerk. Het altaar is versierd met een schilderij van een gecombineerde voorstelling van het Avondmaal en de Voetwassing. De beelden van Petrus en Paulus flankeren het altaar.
De kansel dateert uit 1654 en heeft tussen de hoekzuiltjes rondboogvelden met houtreliëfs van de evangelisten. Het klankbord en de trap werden in de 18e eeuw aangevuld. De drie messing kroonluchters dateren uit 1706, 1747 en 1868.

## Orgel

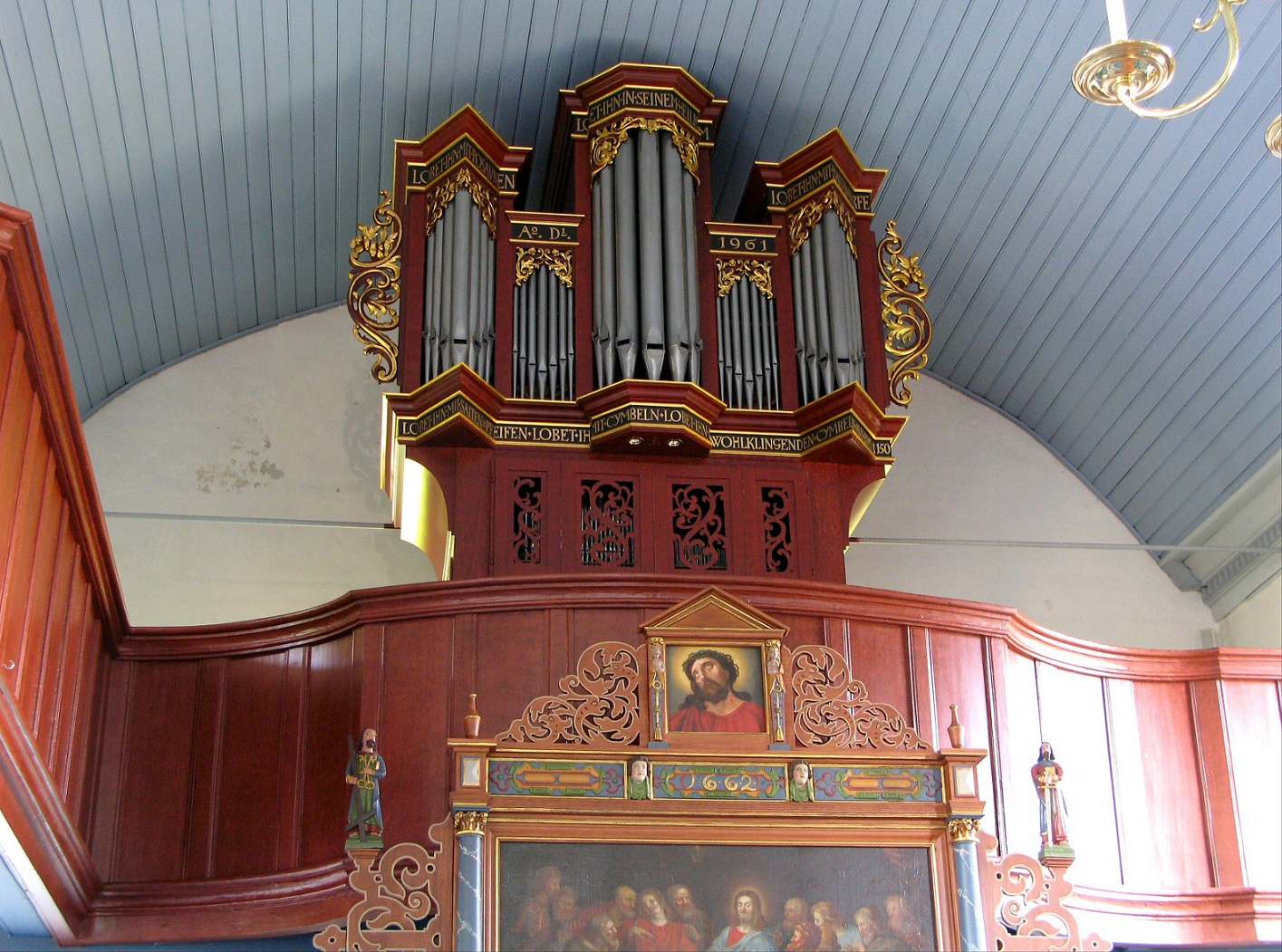
Führer-orgel

Van het orgel dat in 1793 door Johann Friedrich Wenthin werd gebouwd bleef waarschijnlijk alleen enig houtsnijwerk aan de huidige orgelkas bewaard. Folkert Becker en Zonen uit Hannover vervingen het instrument in 1886-1887 door nieuwbouw in een neogotische orgelkas. De firma Alfred Führer uit Wilhelmshaven plaatste in 1961–1962 een nieuw orgel met 13 registers verdeeld over twee manualen en pedaal achter een neobarokke orgelkas. In 2005 vond er een renovatie plaats en werd de dispositie gewijzigd. Daarbij werd het Scherp in het borstwerk vervangen door een Sesquialtera en de Ruispijp in het pedaal door een Gedekt 8′.
| I Hoofdwerk C–g3 |            |      |
| 1.               | Roerfluit  | 8′   |
| 2.               | Principaal | 4′   |
| 3.               | Gedekt     | 4′   |
| 4.               | Nasard     | 2/3′ |
| 5.               | Flachfluit | 2′   |
| 6.               | Mixtuur IV |      |

| II Borstwerk C–g3 |                 |    |
| 7.                | Gedekt          | 8′ |
| 8.                | Fluit           | 4′ |
| 9.                | Principaal      | 2′ |
| 10.               | Sesquialtera II |    |

| Pedaal C–g1 |         |     |
| 11.         | Subbass | 16′ |
| 12.         | Gedekt  | 8′  |
| 13.         | Trompet | 8'  |

- Koppels: II/I, I/P, II/P